# Henriette-Davidis-Museum
Das Henriette-Davidis-Museum wurde 1994 in Wetter-Wengern eröffnet und stellt Leben und Werk von Henriette Davidis vor. Die berühmteste deutsche Kochbuchautorin wurde 1801 in Wengern geboren.

## Gebäude

Das „Mühlchen“ mit dem Henriette-Davidis-Museum

Seit 2004 ist das Museum im Mühlchen, einem Fachwerkhaus aus dem Jahre 1801 (Geburtsjahr der Davidis) beheimatet. Das Gebäude befindet sich direkt am Elbschebach nahe der Dorfkirche Wengern im Ortskern. Es ist als Baudenkmal Nr. 80 in der Denkmalliste von Wetter eingetragen.

## Ausstellung
Neben 700 Davidis-Büchern wird in sechs Räumen mit unterschiedlichen Themen das biedermeierliche Leben dargestellt. Neben einer alten Küche, alten Haushaltsgeräten, einer alten Kinderküche, Kinderspielzeug, Gartengeräten, Geräten der Heilkunde, einer Dienstbotenkammer, werden auch zahlreiche Kuriosa der Zeit z. B. eine Flohfalle ausgestellt.